# Mumbai Challenger 1997
Il Mumbai Challenger 1997 è stato un torneo di tennis facente parte della categoria ATP Challenger Series nell'ambito dell'ATP Challenger Series 1997. Il torneo si è giocato a Mumbai in India dal 24 al 29 novembre 1997 su campi in cemento indoor.

## Vincitori

### Singolare
Takao Suzuki ha battuto in finale  Barry Cowan con il punteggio di 6–1, 6–0

### Doppio
Emanuel Couto /  João Cunha e Silva hanno battuto in finale  Marcus Hilpert /  David Nainkin per default sul punteggio di 1–6, 6–6